# Tareq Mubarak Taher
Tareq Mubarak Taher (arabisch طارق مبارك طاهر, DMG Ṭāriq Mubārak Ṭāhir; Geburtsname Dennis Kipkurui Keter; * 1. Dezember 1986) ist ein bahrainischer Leichtathlet kenianischer Herkunft, der im Langstrecken- und Hindernislauf an den Start und seit 2005 für Bahrain startberechtigt ist. Auch sein jüngerer Bruder Benard Keter ist für die Vereinigten Staaten als Leichtathlet aktiv.

## Sportliche Laufbahn
Erste internationale Erfahrungen sammelte Tareq Mubarak Taher im Jahr 2003, als er bei den Afro-Asiatischen Spielen in Hyderabad für Kenia startend in 13:50,41 min die Bronzemedaille im 5000-Meter-Lauf hinter den Äthiopiern Hailu Mekonnen und Markos Geneti. Nach seinem Nationalitätswechsel startete er bei den Crosslauf-Weltmeisterschaften 2003 in Saint-Étienne und lief dort nach 24:31 min auf dem neunten Platz in der U20-Wertung ein. Anschließend nahm er an den Jugendweltmeisterschaften in Marrakesch teil, wurde im Nachhinein aber disqualifiziert, da er bereits zu alt für diese Altersklasse war. Im August klassierte er sich bei den Weltmeisterschaften in Helsinki in 8:37,62 min auf dem 15. Platz und siegte anschließend bei den Arabischen Meisterschaften in Tunis 8:40,16 min im Hindernislauf. Im Jahr darauf gewann er bei den Hallenasienmeisterschaften in Pattaya in 7:49,84 min die Silbermedaille im 3000-Meter-Lauf hinter dem Katari Saif Saaeed Shaheen und anschließend erreichte er bei den Hallenweltmeisterschaften in Moskau in 8:04,99 min Rang elf. Die Resultate bei den Crosslauf-Weltmeisterschaften und den Juniorenweltmeisterschaften wurden aufgrund des damaligen falsch eingeschätzten Alters erneut annulliert. Im September belegte er aber beim IAAF World Cup in Athen in 8:03,70 min den achten Platz über 3000 Meter und erreichte beim AAF World Athletics Final in Stuttgart nach 8:42,31 min Rang zehn. Anschließend nahm er erstmals an den Asienspielen in Doha teil und siegte dort auf Anhieb mit neuem Spielerekord von 8:26,95 min.
2007 siegte er bei den Arabischen Meisterschaften in Amman in 8:31,08 min im Hindernislauf und verbesserte anschließend seinen eigenen Landesrekord auf 8:07,12 min und wurde bei den Weltmeisterschaften in Osaka in 8:22,95 min Achter, ehe er bei den Panarabischen Spielen in Kairo mit 8:44,16 min den vierten Platz belegte. Im Jahr darauf qualifizierte er sich für die Teilnahme an den Olympischen Spielen in Peking und erreichte dort mit 8:21,59 min im Finale Rang elf und wurde beim World Athletics Final in Stuttgart in 8:16,227 min Vierter. 2009 verbesserte er den Landesrekord auf 8:06,13 min und wurde bei den Weltmeisterschaften in Berlin in 8:17,08 min Zehnter. Bei den Arabischen Meisterschaften in Damaskus verteidigte er in 8:39,47 min seinen Titel und siegte anschließend bei den Asienmeisterschaften in Guangzhou in 8:33,58 min. im Jahr darauf schied er bei den Hallenweltmeisterschaften in Doha mit 8:14,67 min in der Vorrunde über 3000 Meter aus und erreichte beim Continentalcup in Athen nach 8:26,54 min Rang sieben, ehe er bei den Asienspielen in Guangzhou mit Spielerekord von 8:25,89 min erneut die Goldmedaille gewann.
Bei den Crosslauf-Weltmeisterschaften 2011 in Punta Umbría erreichte er nicht das Ziel und anschließend gewann er bei den Asienmeisterschaften in Kōbe in 8:45,47 min die Bronzemedaille hinter dem Katari Abubaker Ali Kamal und Artjom Kossinow aus Kasachstan. Bei den Militärweltspielen in Rio de Janeiro schied er mit 8:50,95 min im Vorlauf aus und bei den Panarabischen Spielen in Doha gewann er in 8:39,25 min die Silbermedaille hinter dem Marokkaner Hamid Ezzine. 2013 gewann er bei den Arabischen Meisterschaften in Doha in 8:59,50 min die Silbermedaille hinter dem Algerier Abdelmadjed Touil und anschließend siegte er in 8:34,77 min erneut bei den Asienmeisterschaften in Pune. Bei den Weltmeisterschaften in Moskau schied er mit 8:34,32 min im Vorlauf aus und bei den Islamic Solidarity Games in Palembang gewann er in 8:44,20 min die Bronzemedaille hinter dem Türken Tarık Langat Akdağ und Eziine aus Marokko. Im Jahr darauf gewann er bei den Asienspielen in Incheon in 8:39,62 min die Silbermedaille hinter dem Katari Abubaker Ali Kamal.

## Persönliche Bestzeiten
- 3000 Meter: 7:48,82 min, 26. Juli 2002 in Pergine Valsugana
  - 3000 Meter (Halle): 7:43,71 min, 8. Februar 2009 in Gent
- 3000 m Hindernis: 8:06,13 min, 13. Juli 2009 in Athen (bahrainischer Rekord)